# BR Рыб
BR Рыб (лат. BR Piscium) — звезда, которая находится в созвездии Рыбы на расстоянии около 19,1 световых лет от нас. Это одна из ближайших к нам звёзд.

## Характеристики
BR Рыб — тусклая звезда 8,99 величины, не видимая невооружённым глазом. Это относительно холодный красный карлик спектрального класса M2, имеющий массу, равную 51 % массы Солнца. Звезда была открыта Жозефом Лаландом, французским астрономом, и впервые её данные были опубликованы в 1801 году, поэтому в астрономической литературе можно встретить её под наименованием Лаланд 46650. BR Рыб является переменной звездой; её относят к переменным типа BY Дракона. Пульсации её яркости зависят от хромосферной активности и вращения вокруг своей оси. Планет в данной системе пока обнаружено не было.

## В научной фантастике
В книгах Кэролайн Черри «Сытин» (англ. Cyteen) и «Регенезис» (англ. Regenesis) повествуется о планете Cyteen, находящейся в данной звёздной системе.